# Tenaha
Tenaha ist eine Ortschaft im Shelby County in Osttexas. Der Name nimmt Bezug auf die alte Bezeichnung der Gegend zu Zeiten der spanischen und mexikanischen Oberherrschaft. Offiziell gegründet wurde der Ort 1886. Anders als gleich große oder sogar kleinere Nachbarortschaften mit dem Status City hat Tenaha lediglich den einer Town inne. 2016 betrug die Einwohnerzahl 1.257 Personen.

## Beschreibung
Tenaha liegt im nördlichen Teil von Shelby County an der Kreuzung der US-Bundesstraßen 84, 59 und 96, rund 3 Kilometer entfernt von der Bezirksgrenze zum Panola County. Ebenso wie beiden Nachbarstädte Timpson (Westen) und Joaquin (Osten) ist Tenaha Teil einer Kette von Ortschaften entlang des US Highway 84. Die Entfernung zur Bezirkshauptstadt Center beträgt rund 16 Kilometer, die zur Bezirkshauptstadt des nördlich angrenzenden Nachbarcounty (Carthage) sowie dem die Staatsgrenze zu Louisiana markierenden Toledo Bend Reservoir jeweils etwa 25 Kilometer. Die umliegende Landschaft ist eben bis leicht wellig und durchgängig von Bewaldung sowie dazwischenliegenden Anbauflächen und Weiden geprägt.
Die älteste Erwähnung als Ansiedelpunkt angloamerikanischer Siedler erfuhr Tenaha zur Zeit des Regulator-Moderator Wars in den 1840ern – einer Fehde miteinander verfeindeter Vigilantengruppen. Der Ortsname nimmt Bezug auf eine allgemeine Bezeichnung der Region in der frühen Pionierära – Tenaha Municipally. Die offizielle Ortsgründung wird auf das Jahr 1886 datiert. Zunächst lediglich eine Eisenbahnstation auf der von der Houston, East und West Texas Railway betriebenen Verbindung zwischen Houston und Shreveport, entwickelte sich bald eine kleinstädtische Infrastruktur mit Postamt, Geschäften sowie drei Kirchen. 1980 hatte der Ort rund 200 Einwohner, 1896 bereits 680. Wirtschaftlicher Schwerpunkt war der Weitertransport land- und forstwirtschaftlicher Produkte – insbesondere von Holz. In den 1950er-Jahren waren mehrere holzverarbeitende Betriebe sowie eine Tomatenkonserven-Fabrik in der Stadt präsent. Die Einwohnerzahl 1988 betrug 1.073 Personen. Als Ersatz für die stark rückläufige Holzindustrie profilierte sich der Ort als nahegelegener Tourismus-Infrastrukturstandort zum nahegelegenen Toledo Bend Reservoir.
In den 2000ern geriet das Sheriff Department von Tenaha überregional in die Schlagzeilen. Anlass war eine Serie von Geld- und Sachwert-Konfiszierungen zwischen 2006 und 2008, die unter dem Vorwand, Drogengelder zu beschlagnahmen, durchgeführt wurden. Hierbei wurden – vorwiegend afroamerikanische und hispanische – Durchreisende einer Kontrolle unterzogen und in deren Zug vor die Alternative gestellt, entweder einer Beschlagnahme von Geldbarschaften sowie sonstigen Wertgegenständen zuzustimmen oder aber eine Festnahme wegen des Verdachts auf Drogenhandel in Kauf zu nehmen. Das bei diesen Aktionen beschlagnahmte Geld floss in Kassen der örtlichen Polizei. Eine von Betroffenen angestrengte Sammelklage endete in einem Vergleich, in dessen Zug ein Großzeil der konfiszierten Wertgegenstände an ihre Besitzer zurückgegeben wurde. Des Weiteren führten die Vorkommnisse zur Entlassung einer Reihe darin involvierter Beamter. Elora Mukherjee, Anwältin des Racial Justice Program der Bürgerrechtsorganisation ACLU, charakterisierte einige der Vorfälle als „schlimmste Form rassistisch motivierter Vermögenseinziehung, die wir im ganzen Land gesehen haben.“

## Demografie
Laut Zensus-Erhebung 2016 betrug die Einwohnerzahl in diesem Jahr 1.257 Personen. 611 davon waren männlich, 644 weiblich. 906 Einwohner waren 18 Jahre oder älter, 351 Kinder oder Jugendliche, 138 älter als 65 Jahre. Der Altersmedian betrug 31,1 Jahre. 513 der Befragten bezeichneten sich als Afroamerikaner (40,8 %), 369 als Weiße (29,4 %) und 343 (27,3 %) als  Hispanic oder Latino. Einen multiethnischen Hintergrund (zwei oder mehr Ethnien) gaben 32 Befragte an (2,5 %). Laut Quickfacts-Infos auf census.gov betrug das Medianeinkommen 2017 pro Haushalt 24.048 US-Dollar (USD). Der ermittelte Medianwert liegt unter dem der drei Vergleichseinheiten Texas (54.700 USD), USA (55.300 USD) und Shelby County (36.300 USD). An Personen, die in Armut leben, wies der Zensus 41,1 % aus, an Personen ohne Krankenversicherung 30,5 %.